# 무화과

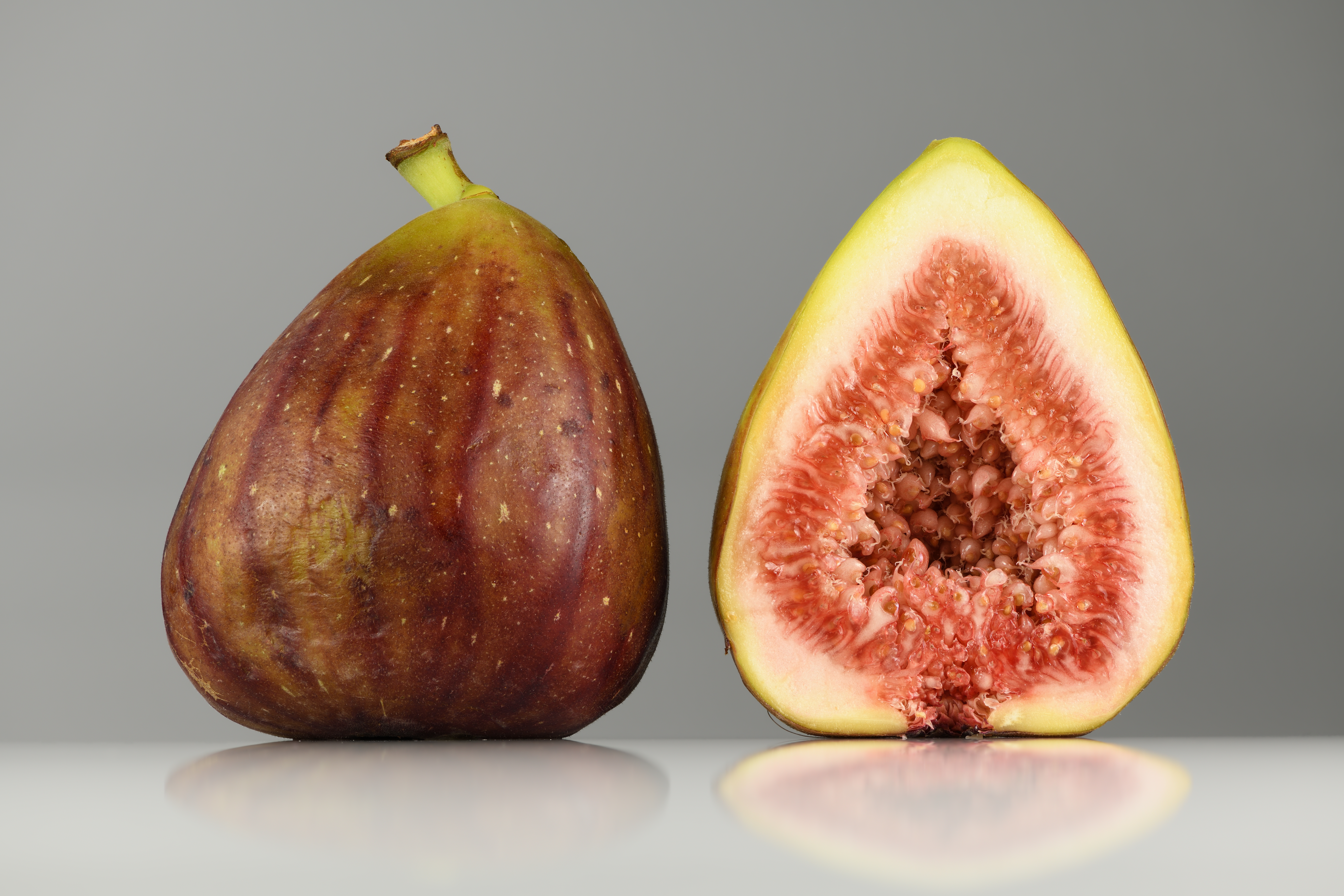
무화과

무화과(無花果, 영어: common fig, 히브리어: תאנה 테에낳)는 무화과나무속 나무의 열매이다. ‘무화과(無花果)’라는 이름은 꽃이 없이 열리는 열매라는 뜻을 가져 은화과(隱花果)라고도 불리지만, 실제로는 열매 안의 꽃이 보이지 않을 뿐 꽃이 없는 것은 아니다. 무화과는 우슬초(Hyssop, 히솝), 포도, 겨자씨, 올리브 등과 더불어 성경에 등장하는 식물이기도 하며, 가나안의 7대 소산물 중 하나다.

## 갤러리

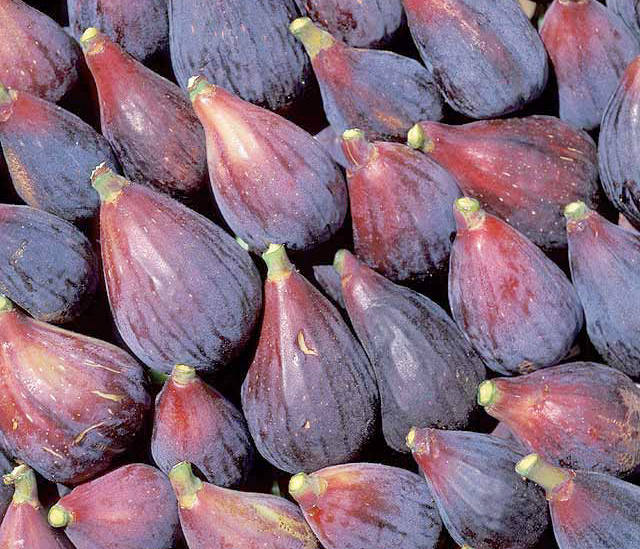
자주무화과
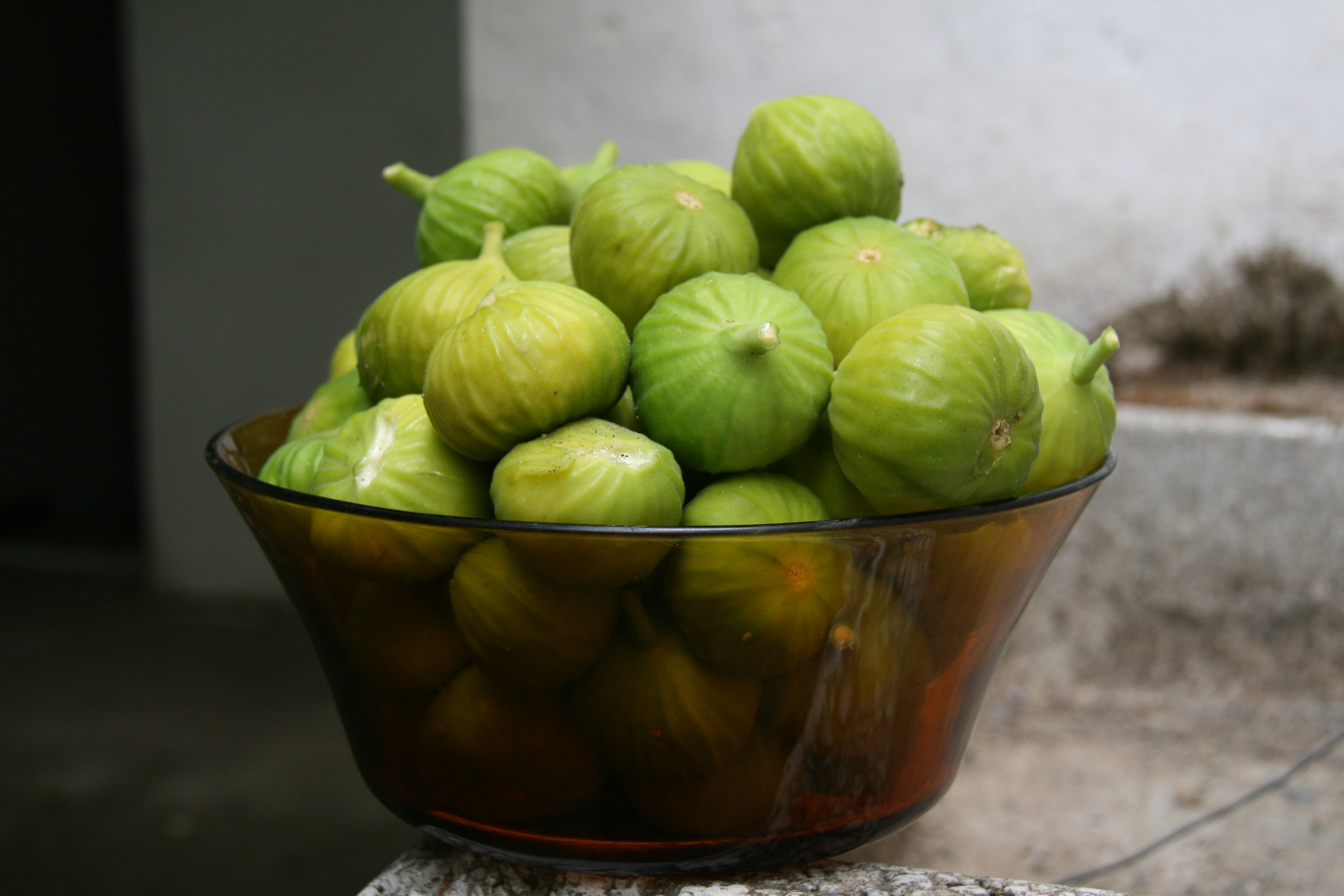
청무화과
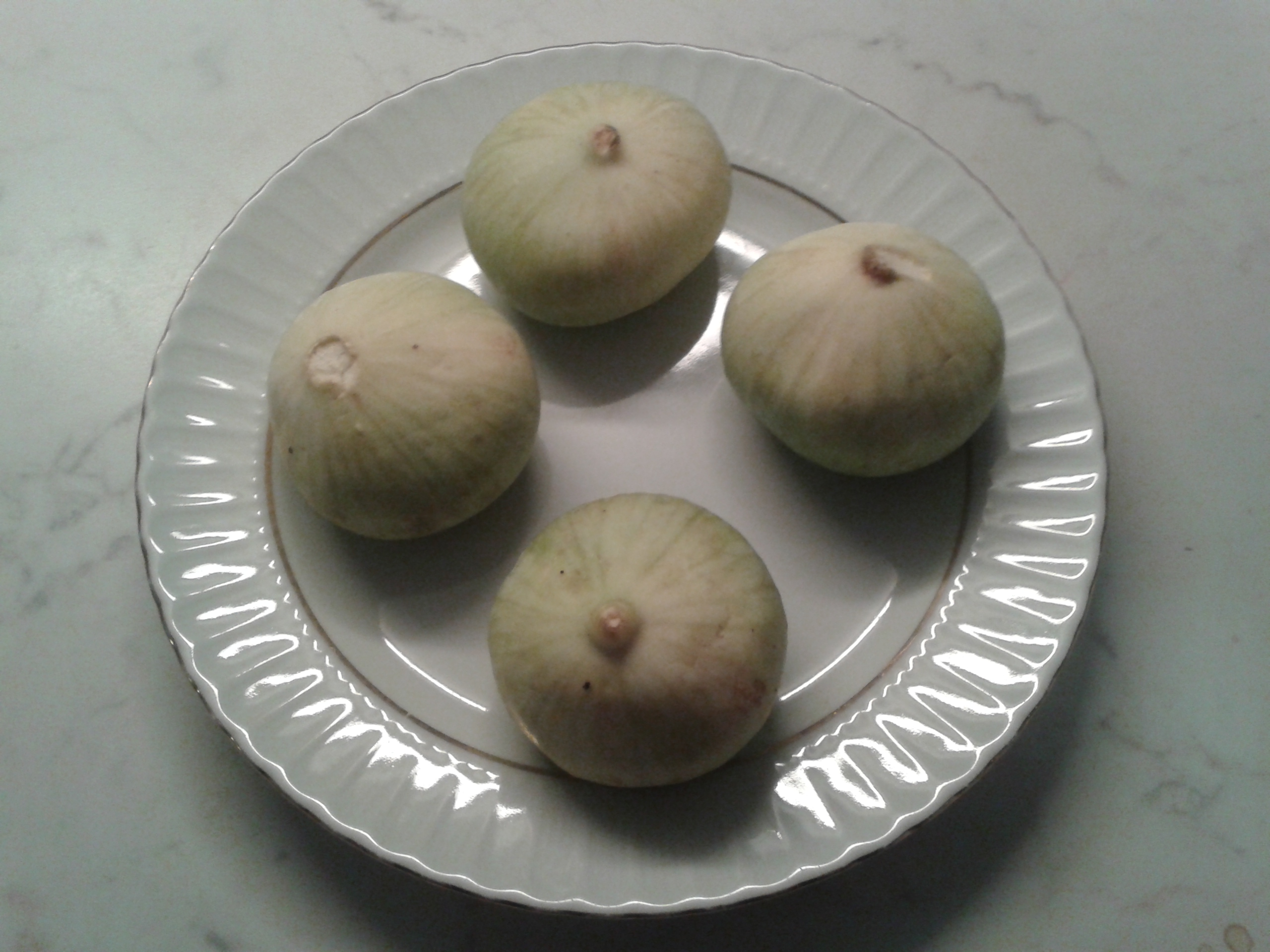
백무화과
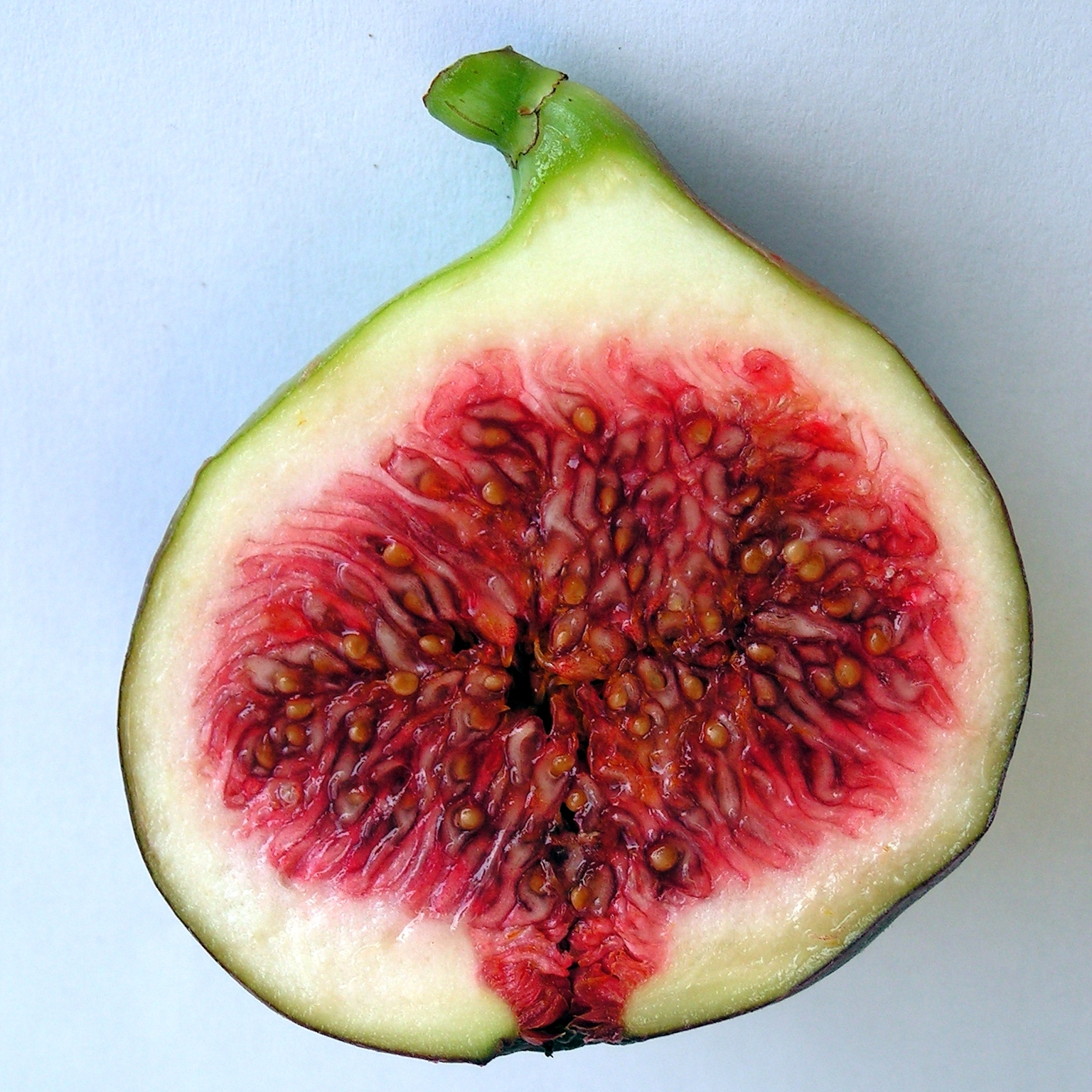
무화과 단면
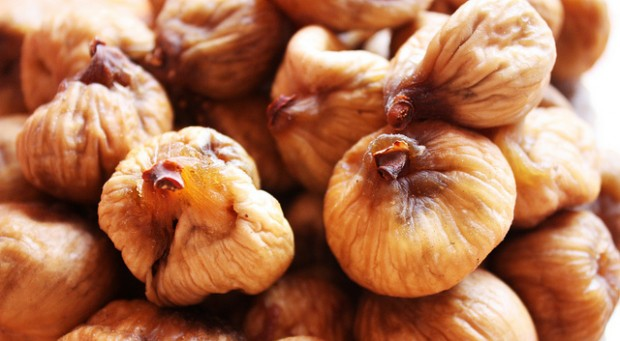
말린 무화과
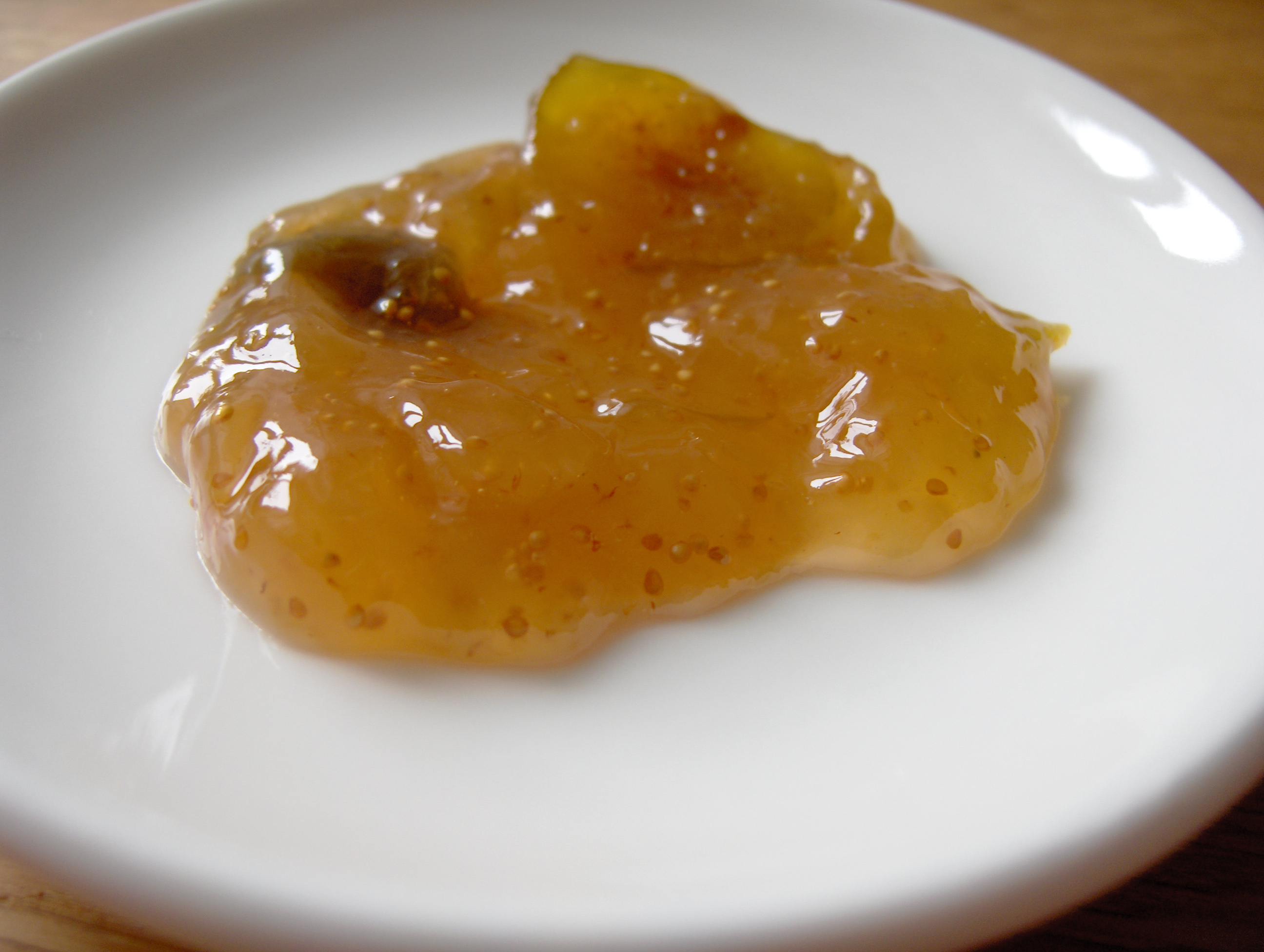
무화과잼
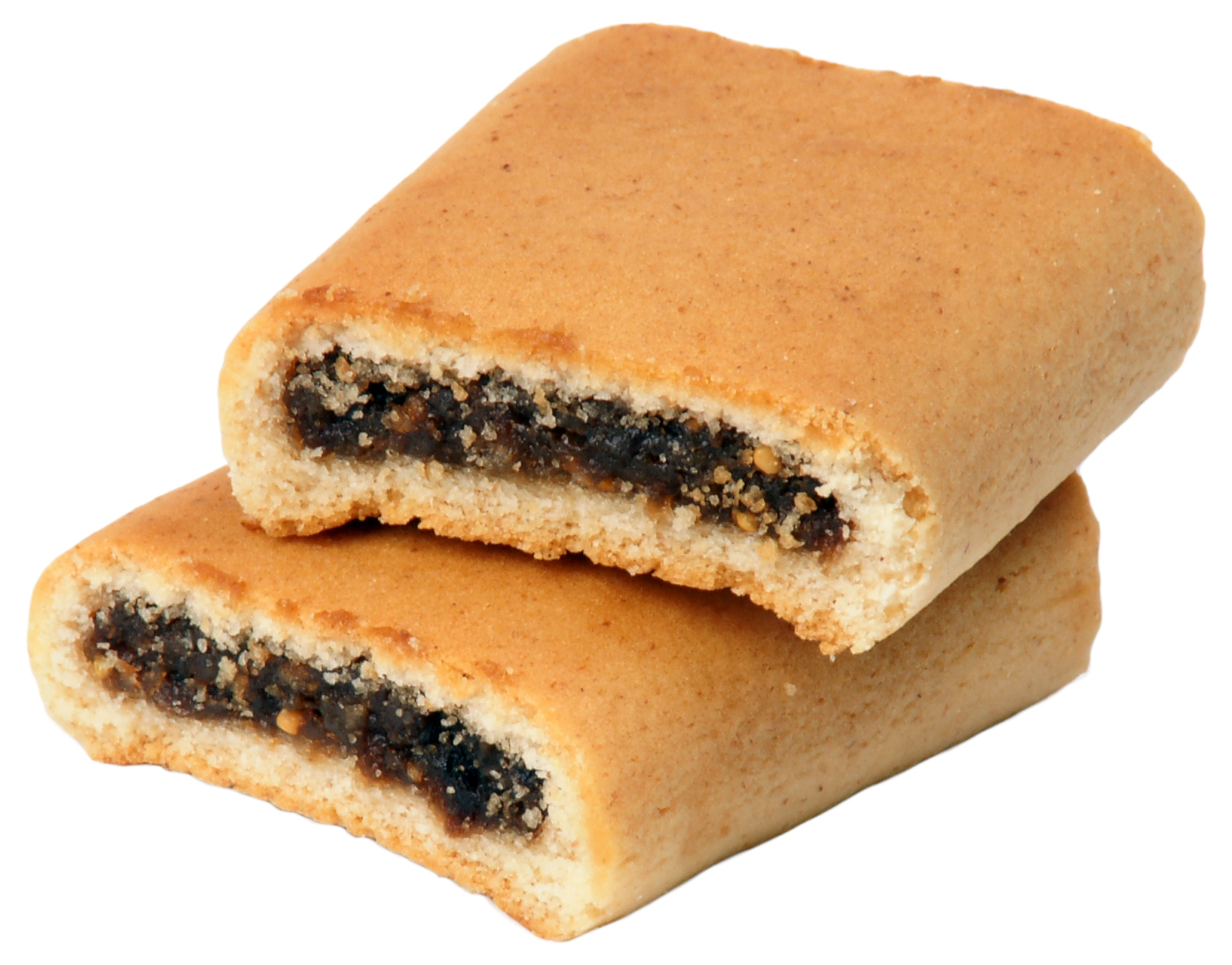
무화과페이스트롤
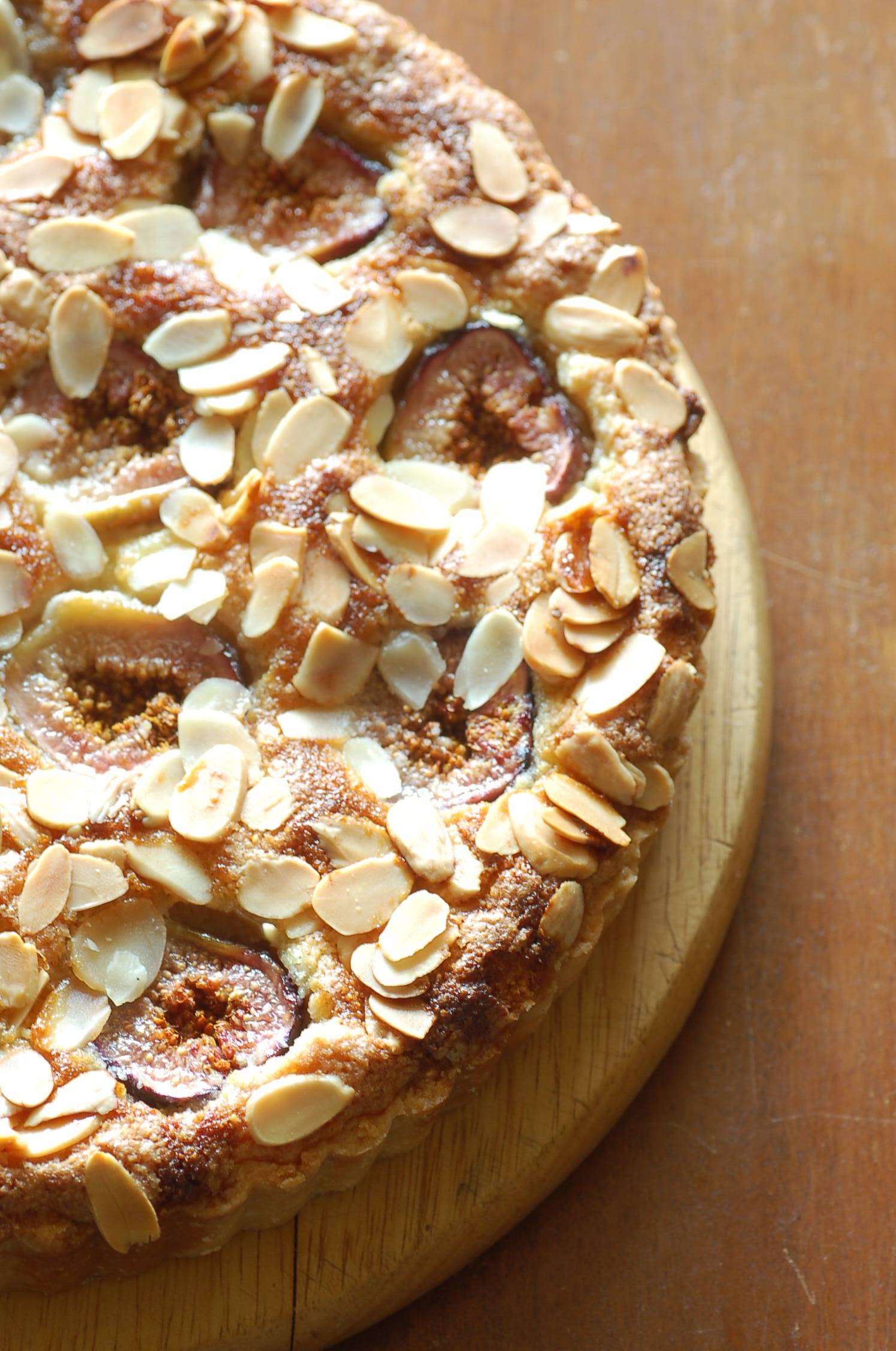
아몬드무화과타르트
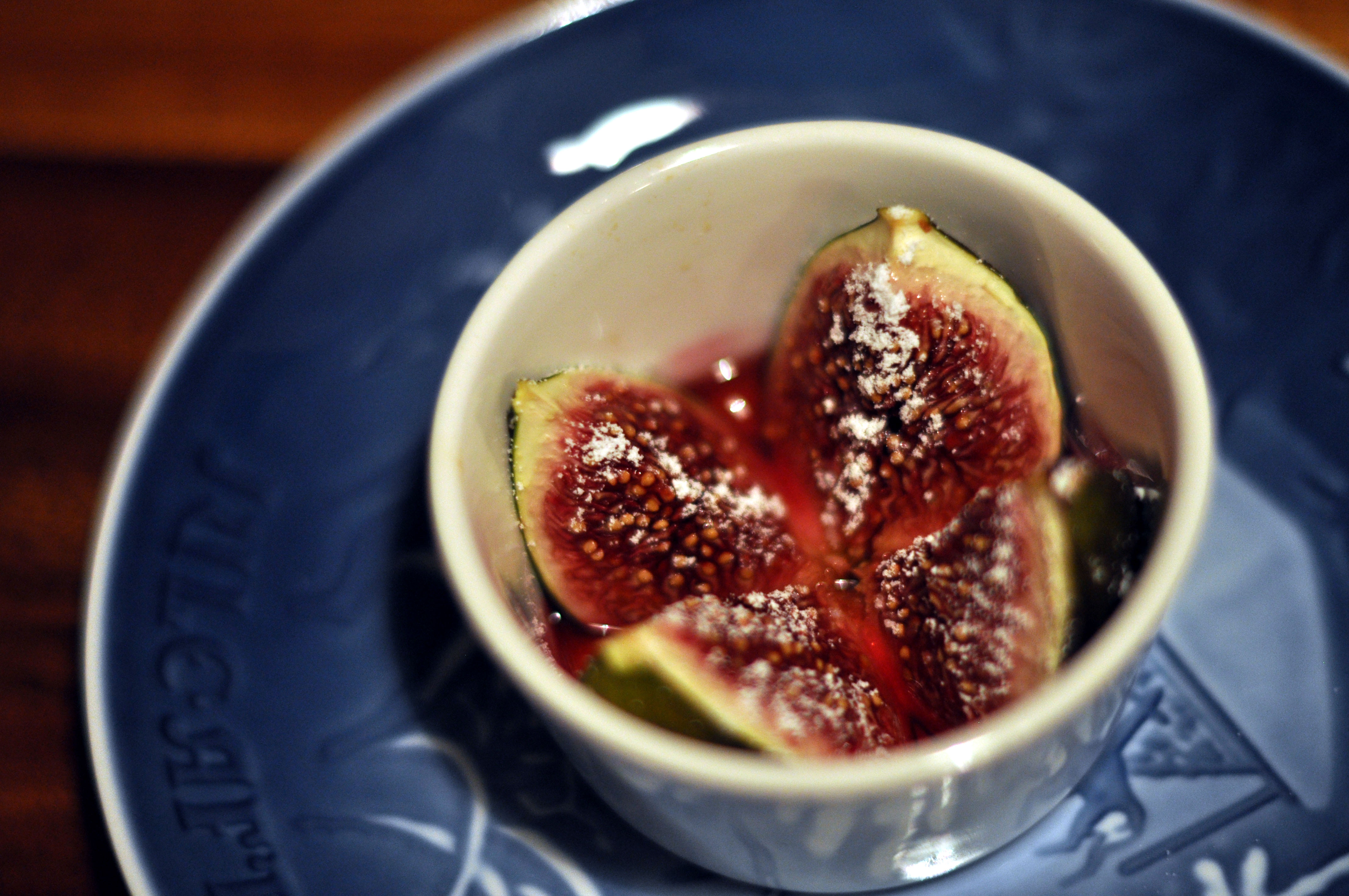
꿀을 곁들인 구운 무화과